# Первые люди на Луне (фильм, 2010)
Для информации о российском псевдодокументальном фильме, см. Первые на Луне (фильм).
«Первые люди на Луне» (англ. The First Men in the Moon) — английский научно-фантастический телевизионный фильм 2010 года, впервые показанный 19 октября на канале BBC Four. Экранизация одноимённого романа Герберта Уэллса.

## Сюжет
Июль 1969 года. 90-летний Джулиус Бедфорд рассказывает юноше Джиму, как в далёком 1909 он побывал на Луне вместе со своим другом, профессором Кейвором.
Кейвор изобрёл новый материал, кейворит, «отражающий гравитацию». Бедфорд заинтересовался новыми возможностями, который он открывает, и приятели построили чугунную сферу, облицованную кейворитом, на которой и добрались благополучно до Луны. Единственный спутник Земли встретил их атмосферой, пригодной для дыхания, но злобными местными жителями, селенитами, которые взяли их в плен. С помощью кейворита Бедфорду и Кейвору удалось бежать, но профессор остался на Луне, чтобы прикрыть отход друга. Чудом избежав падения на Солнце, Джулиус вскоре добрался до родных краёв. Однако идею вернуться на Луну, чтобы спасти друга, вскоре пришлось оставить, так как их космический корабль случайно оказался уничтожен, а производить кейворит Бедфорд не умел.
В лунном плену Кейвор научил селенитов английскому языку, рассказал историю Земли и поделился секретом производства кейворита. Поняв, что земляне в ближайшем будущем станут угрозой их существованию, селениты решают нанести превентивный удар. Поняв, что́ он натворил, Кейвор с помощью произведённого к тому времени селенитами кейворита лишает Луну атмосферы. Луна становится пустынной и лишённой жизни.
Фильм заканчивается посадкой Аполлона-11, за которой внимательно наблюдает… селенит.

## В ролях
- Рори Киннир — Джулиус Бедфорд
- Марк Гатисс — профессор Кейвор
- Питер Форбс — папа
- Кэтрин Джейкуэйс — мама
- Джулия Дикин[англ.] — миссис Фитт
- Ли Инглби — Чессокс
- Филип Джексон — Великий Лунарий (голос)
- Рис Шерсмит — Луна (камео, роль без слов)
- Стив Пембертон — Солнце (камео, роль без слов)
- Ричард Россон — селенит

## Критика
В целом фильм был принят критиками положительно.
Премьеру фильма посмотрели 830 000 зрителей.